# Кунст, Йожеф
Йожеф Кунст (венг.  Kunszt József ; 28 июня 1790 года, Австро-Венгрия — 5 января 1866 года, Калоча, Австро-Венгрия) — католический прелат, епископ Кошице с 20 мая 1850 года по 15 марта 1852 год, архиепископ Калочи с 15 марта 1852 года по 5 января 1866 год .

## Биография
1 августа 1813 года Йожеф Кунст был рукоположён в сан диакона и через несколько дней 8 августа его рукоположили в священника.
6 апреля 1850 года австро-венгерские власти назначили Йожефа Кунста епископом Кошице. 20 мая 1850 года Римский папа Пий IX утвердил это назначение. 25 августа 1850 года состоялось рукоположение Йожефа Кунста в епископа, которое совершил архиепископ Эстергома Янош Щитовский.
15 марта 1852 года Римский папа Пий IX назначил Йожефа Кунста архиепископом Калочи.
Скончался 5 января 1866 года в городе Калоча.